# Ariathisa excisa
Ariathisa excisa är en fjärilsart som beskrevs av Herrich-Schäffer 1854. Ariathisa excisa ingår i släktet Ariathisa och familjen nattflyn. Inga underarter finns listade i Catalogue of Life.